# Филёр (фильм)
«Филёр» — советский художественный фильм, драма режиссёра Романа Балаяна. Фильм снимался в 1987 году в Калуге.

## Сюжет
1916 год, Первая мировая война, предчувствие революции. Воробьёв, учитель гимназии, уходит со службы в знак протеста против увольнения революционно настроенных преподавателей, хотя и не разделяет их взгляды. Он остаётся без средств к существованию — нечем платить за съёмную квартиру, у него больной ребёнок, которому необходимо лечиться в Крыму. Воробьёв ищет работу, даже самую плохую, лишь бы платили деньги.
Жандармское управление предлагает ему стать филёром (шпиком, тайным наблюдателем), сотрудничать с ними и сообщать обо всех неблагонадёжных людях. Воробьёв стоит перед чудовищным выбором — или стать доносчиком, или остаться честным человеком без средств к существованию. Невозможность выхода заставляет его покончить с собой.
Роман Балаян о концовке фильма:

в «Филёре» герой Янковского в конце бросается под поезд, но в тумане, я это прямо не показываю — он говорит: «Прощайте» и так далее… Я специально пару напустил и говорю: «По-моему, не видно, не догадаются», а монтажёр: «Нет, ну как не догадаются?» То есть читали сценарий, знали мой замысел… И выяснилось, что на просмотрах половина зрителей решила, что герой своих друзей предал, стал стукачом и поехал на море лечиться.

## В ролях
- Олег Янковский — Пётр Васильевич Воробьёв, учитель гимназии
- Елена Сафонова — Настя, жена Воробьёва
- Александр Вокач — начальник жандармского отделения
- Алексей Горбунов — Лаврентьев, жандармский подпоручик
- Александр Збруев — Яков Пяткин
- Ольга Остроумова — Нина
- Филипп Янковский
- Александр Абдулов — Ваня
- Игорь Гневашев
- Любовь Руднева
- Богдан Бенюк — дворник
- Евгений Сумин — начальник госпиталя
- Наталья Корецкая
- Ольга Гудкова
- Сергей Нилов

## Съёмочная группа
- Режиссёр-постановщик: Роман Балаян
- Операторы-постановщики: Василий Трушковский, Богдан Вержбицкий
- Авторы сценария: Рустам Ибрагимбеков, Роман Балаян
- Художники-постановщики: Сергей Хотимский, Оксана Медвидь
- Композитор: Вадим Храпачёв

В фильме использована музыка Жоржа Бизе

## Награды
- 1988 — Приз Олегу Янковскому за лучшее исполнение мужской роли на МКФ в Вальядолиде (Испания)